# Juana Enríquez

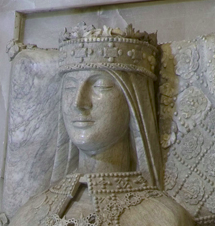
Juana Enríquez

Juana Enríquez y Fernández de Córdoba (* 1425 in Torrelobatón; † 13. Februar 1468 in Saragossa) war eine kastilische Adlige und durch ihre Ehe mit Johann von Aragón Königin der Königreiche der Krone Aragon. Über ihren Sohn Ferdinand II. von Aragón ist sie die Großmutter von Johanna der Wahnsinnigen und die Urgroßmutter von Kaiser Karl V.

## Leben
Juana Enríquez war eine Tochter von Fadrique Enríquez, Señor de Melgar y Medina de Rioseco, Admiral von Kastilien, und Maria Fernández de Córdoba. Fadrique Enríquez († 1473) wiederum war ein Sohn von Alonso Enriquez y Angulo de Córdoba (1354–1429), Admiral von Kastilien, und Señor de Medina de Rioseco, und ein Enkel von Fadrique Alfonso de Castilla (1333–1358), einem unehelichen Sohn von König Alfons XI. von Kastilien (1311–1350) und Leonor de Guzmán und Zwillingsbruder des Königs Heinrich II. (siehe Stammliste des Hauses Burgund-Ivrea).
Sie heiratete Johann von Aragón am 1. April 1444 in Torrelobatón, drei Jahre nach dem Tod seiner ersten Ehefrau, der Königin Blanka von Navarra. Da Johann, obwohl er nur de iure uxoris König von Navarra war, nach dem Tod Blankas die Regierung Navarras nicht an seinen ältesten Sohn Karl von Viana abgab, wurde Juana durch die Ehe zur Königin von Navarra. Verständlicherweise unterstützte sie seine Position, auch als er die Thronfolge von Karl auf seine jüngste Tochter aus der Ehe mit Blanka, Eleonore von Navarra, übertrug, wiederum ohne die Macht abzugeben. Als Karl im Jahr 1461 starb, geriet sie in Verdacht, seine Vergiftung angeordnet zu haben, woraufhin sie nach Girona floh, wo sie sich dem Schutz des Bischofs unterstellte.
Drei Jahre zuvor war Juana durch den Tod ihres Schwagers Alfons V. von Aragón – wiederum als Ehefrau Johanns – zur Königin von Aragón, Mallorca, Valencia und Sizilien geworden.

## Nachkommen
Juanas Kinder mit Johann II. waren:
- Ferdinand der Katholische (1452–1516)
- Johanna (1454–1517); ⚭ 1476 Ferdinand I., König von Neapel

Juana strebte in den letzten Jahren ihres Lebens danach, ihren Sohn Ferdinand mit Isabella von Kastilien (1451–1504) zu verheiraten, der Halbschwester und präsumptiven Erbin des Königs Heinrich IV., allerdings erlebte sie den Erfolg ihrer Bemühungen nicht mehr. Sie starb am 13. Februar 1468 an Brustkrebs, ein Jahr, bevor die Ehe zwischen Ferdinand und Isabella, den späteren Katholischen Königen, geschlossen wurde.